# Euapatura mirza
Euapatura mirza är en fjärilsart som beskrevs av Ebert 1971. Euapatura mirza ingår i släktet Euapatura och familjen praktfjärilar. Inga underarter finns listade i Catalogue of Life.